# Sociedad Coral Erato
La Sociedad Coral Erato es una coral fundada en 1862 en Figueras (España). Dedicada inicialmente a la práctica del canto coral y vinculada a la Federación de Cors de Clavé, la entidad pasó a organizar otras actividades que a principios del siglo XXI conforman diecisiete secciones de carácter cultural, social y deportivo. Esta entidad el 2012 recibió el Premio Creu de Sant Jordi. Joan Matas Hortal fue uno de sus miembros más destacados y uno de sus fundadores, en 1862,  además de su socio número 1 y socio de honor.
El año 1863 el Coro de hombres de la Sociedad Coral Erato gana en primer premio del Certamen en Barcelona, con la sardana Arri Moreu de Pep Ventura, con dirección coral de Gabriel Cotó. También fue durante este periodo que Erato publicó su propia publicación titulada El Pensament.
El año 2011 Erato pone en marcha el proyecto Erato Partitura Digital con el que digitaliza su colección de partituras y particelas. La colección está formada por partituras manuscritas de los siglos XIX y XX, con composiciones de autores catalanes y arreglos de obras universales.